# ThinkStation
ThinkStation是联想集团为高端计算而推出的圖形工作站品牌，於2008年正式發佈，可以視為ThinkPad的工作站版。ThinkStation S10是該品牌第一款机型。2014年，联想推出P系列工作站

## 图集

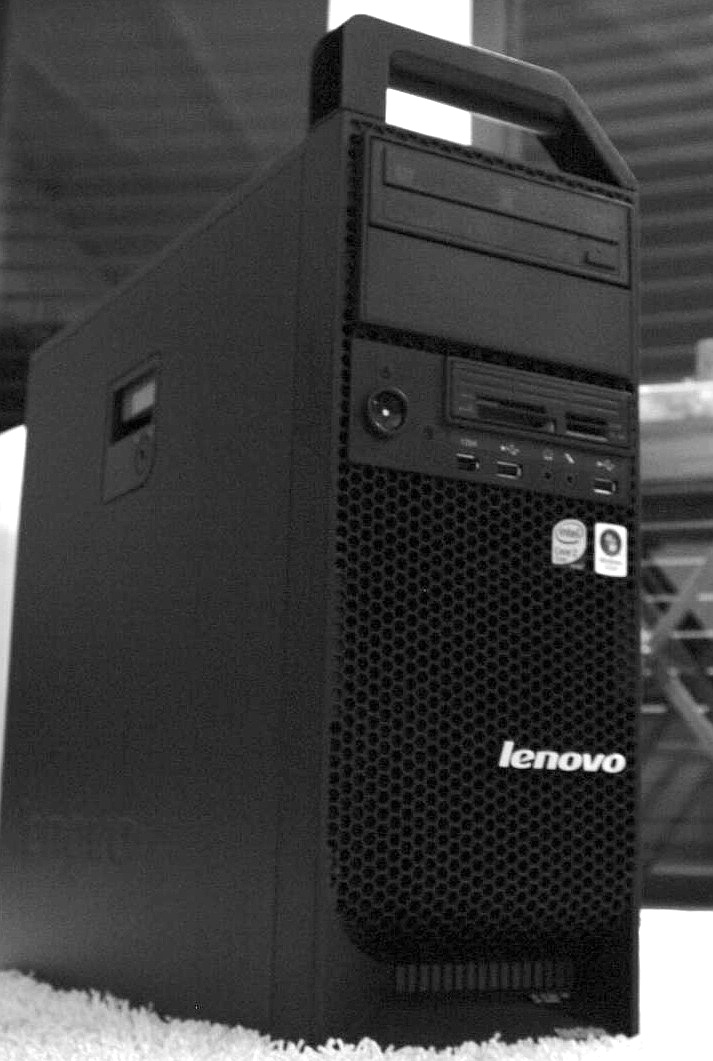
ThinkStation P360 Tiny

。